# 埃氏吻鮋
埃氏吻鮋（学名：Rhinopias eschmeyeri）是輻鰭魚綱鮋形目鮋亞目鮋科的其中一種，為熱帶海水魚，分布於印度西太平洋留尼旺、塞席爾群島至日本、澳洲等海域，棲息深度18-55公尺，體長可達23公分。棲息在岩石底質底層水域，生活習性不明，可作為觀賞魚。

## 扩展阅读
維基物種上的相關：埃氏吻鮋